# 方毓仁
方毓仁（1945年3月21日—），籍貫雲南大理，一畫廊（Yan Gallery）創辦人。其長子方力申為香港游泳運動員及藝人，次子方圓明則為律師。

## 個人歷史
- 香港出生，20世紀50年代到北京唸書，70年代初回到香港，并投身藝術市場，在1991年創辦一畫廊。[1]
- 方毓仁與著名畫家吳冠中有深厚的合作關係，通過代理吳冠中的作品，幫助其在香港聲名大噪，最終使吳冠中成為拍賣界中國油畫的第一人。[2]